# Темескал-Веллі (Каліфорнія)
Темескал-Веллі (англ. Temescal Valley) — переписна місцевість (CDP) в США, в окрузі Ріверсайд штату Каліфорнія. Населення — 26 232 особи (2020).

## Географія
Темескал-Веллі розташований за координатами 33°45′29″ пн. ш. 117°28′2″ зх. д. / 33.75806° пн. ш. 117.46722° зх. д. (33.758004, -117.467162).  За даними Бюро перепису населення США в 2010 році переписна місцевість мала площу 50,09 км², з яких 49,99 км² — суходіл та 0,09 км² — водойми.

## Демографія
Згідно з переписом 2010 року, у переписній місцевості мешкало 22 535 осіб у 7142 домогосподарствах у складі 5882 родин. Густота населення становила 450 осіб/км².  Було 7617 помешкань (152/км²).
Расовий склад населення:
| - 65,6 % — білих - 9,6 % — азіатів - 6,7 % — чорних або афроамериканців - 0,6 % — корінних американців - 0,3 % — вихідців з тихоокеанських островів - 11,4 % — осіб інших рас |

До двох чи більше рас належало 5,8 %. Частка іспаномовних становила 30,0 % від усіх жителів.
За віковим діапазоном населення розподілялося таким чином: 28,7 % — особи молодші 18 років, 61,2 % — особи у віці 18—64 років, 10,1 % — особи у віці 65 років та старші. Медіана віку мешканця становила 36,2 року. На 100 осіб жіночої статі у переписній місцевості припадало 96,6 чоловіків;  на 100 жінок у віці від 18 років та старших — 94,3 чоловіків також старших 18 років.